# Камертонна диаграма на Хъбъл
Камертонната диаграма на Хъбъл е графично представяне на класификацията на типовете галактики, предложено през 1925 г. от американския астроном Едуин Хъбъл. Наречена е камертонна поради формата ѝ, наподобяваща класическия камертон. Класификацията е направена според формата на галактиките.
Впоследствие към всеки от трите основни класа галактики Хъбъл добавя нови подкласове, които се различават от главните по не толкова чувствителни разлики във външния вид – например по тяхната големина, сплеснатост и др. В миналото в класификационната схема на Хъбъл е бил влаган еволюционен смисъл. Съвременните схващания не свързват еволюционно трите класа галактики, дори и що се отнася до нормалните и пресечените спирални галактики.

## Обща информация
За начало на диаграмата се счита лявата ѝ част, в която са разположени елиптичните галактики, класифицирани в типове Е0 до Е7, където числото указва сплеснатостта на галактиката, и е равно на 10 пъти ексцентрицитета на елипсата, описваща най-добре формата на галактиката на първо приближение. Така галактика от тип Е0 има форма на диск, а такава от тип Е7 има форма на силно сплесната елипса.
В дясната част на камертонната диаграма са разположени спиралните галактики, разделени на два клона. Изобразяваният по-горе клон съдържа нормалните спиралните галактики, означавани със S (spiral galaxies), а този по-долу – пресечените, означавани със SB (barred spiral galaxies). В средата на диаграмата, на мястото на раздвояването, Хъбъл е поставил класа галактики S0, наречени още лещовидни.
| Тип на галактиката            | Маса (слънчеви маси) | Светимост (слънчева светимост) | Диаметър (килопарсека) | Звездни популации                    | Процентно отношение от наблюдаваните галактики |
| ----------------------------- | -------------------- | ------------------------------ | ---------------------- | ------------------------------------ | ---------------------------------------------- |
| Спирални / Пресечени спирални | 109 до 1011          | 108 до 1010                    | 5 – 250                | диск: Популация I хало: Популация II | 77%                                            |
| Елиптични                     | 105 до 1013          | 105 до 1011                    | 1 – 205                | Популация II                         | 20%                                            |
| Неправилни                    | 108 до 1010          | 107 до 109                     | 1 – 10                 | Популация I                          | 3%                                             |

## Типове галактики

### Елиптични галактики
Видовете елиптични галактики зависят от степента си на сплеснатост и се класифицирали в зависимост от отношението на голямата полуос на елипсата към малката. Те варират от Е0 до Е7, като на Е0 отговаря сферичната форма на галактиката, а на Е7 – най-силно сплеснатата. Формулата за коефициента след Е, която се изчислява на база данните от астрофотографските плаки, е k=10(1-b/a), където a е голямата, а b – малката полуос на елипсата на галактиката. В огромен процент от елиптичните галактики няма нито междузвезден прах, нито ярки звезди от спектрални класове 0 или В. В ядрата на много от тях обаче има вероятност да се намира силно разреден газ.
В повечето от близките елиптични галактики преобладава старо звездно население, като звезди червени гиганти и бели джуджета, което придава червен оттенък на немалко галактики. Елиптичната галактика демонстрира симетрично разположение на звездите в сферична или овална форма.

### Лещовидни галактики
Галактиките от клас S0 (лещовидните) притежават свойства както на елиптичните, така и на нормалните спирални галактики и са свързващото звено между двата типа. Хъбъл добавил този клас галактики много след като „камертонната“ му диаграма била приета от астрономите. Основната заслуга за изучаването на S0-галактиките се приписва на колегата на Хъбъл, Алън Сендидж. Това са елиптични обекти с ярки ядра, обвити в тънък външен слой. Отношението на малката към голямата им оси варира между 0,1 и 0,3. Структурата им в много по-голяма степен наподобява спиралните галактики, и все пак това не пречи някои астрономи да отнасят S0-галактиките към типа на неправилните (пекулярни) галактики.

### Спирални галактики
И двата класа спирални галактики, означавани със S, се разделят на по три под класа в зависимост от следните характеристики:
- големина на галактическото ядро;
- дебелина на ръкавите;
- степен на развитост на ръкавите;
- характеристичен ъгъл.

Тези три подкласа се обозначават с малките латински букви а, b и c след съответния си клас S или SB.
Светимостта, размерите, спектрите и разпределението на пресечените спирални галактики изглежда неразличимо от тези на нормалните такива. Подкласовете им съществуват паралелно с подкласовете на нормалните, като дори критериите за разпределението в класове SBa, SBb и SBc са еднакви с тези за нормалните спирални галактики.

#### Клас Sa и SBa
Галактиките от класове Sa и SBa от имат тесни ръкави, които нагъсто обикалят около ядрото, и лесно се различават по съдъ̀ржания от тях междузвезден прах, който в много случаи е еднакъв по яркост със самите звезди. Повечето от тях имат много масивни ядра. Изключенията от това правило са галактики с малки безформени ядра и с ръкави, представляващи ивици от звезден прах без наличие на звезди.

#### Клас Sb и SBb
Това са галактики със средни по размери ядра и ръкави, които са по-широко разгънати и „релефни“ от тези в клас Sa. Те съдържат звезди, звездни облаци и междузвезден газ и прах. Хъбъл и колегата му Сендидж наблюдавали, например, че един подклас Sb-галактики притежават пръстен, от който да излизат ръкавите, а при един друг подклас в структурата на самото ядро също се наблюдавала ядрена спирална структура. Във всеки от тези случаи спиралните ръкави излизали под различни характеристични ъгли. Причините за това голямо разнообразие във външния вид на Sb-галактиките е все още неустановена. Идеалната Sb-галактика (в лицето на гигантската галактика Андромеда) астрономите си представят като галактика със средно голямо и гладко ядро, от което излизат спиралните ръкави и представляват къси дъги.
Понастоящем се счита, че Млечният път спада към класа на SBb-галактиките.

#### Клас Sc и SBc
Тези галактики са типични с малките си ядра и големия брой ръкави, които са широко развити, с големи характеристични ъгли. В пространството между ръкавите могат да се наблюдават множество пръснати без ред облаци от звезди, звездни асоциации, звездни купове и емисионни мъглявини, съставени от космически прах и газ. Както при Sb, така и при Sc-галактиките могат да се различат няколко подкласа, като Сендидж определил броя им на шест.